# Imi Lichtenfeld
 (mai 2023).
Si vous disposez d'ouvrages ou d'articles de référence ou si vous connaissez des sites web de qualité traitant du thème abordé ici, merci de compléter l'article en donnant les références utiles à sa vérifiabilité et en les liant à la section « Notes et références ».
 (mai 2023).
- Si vous ne connaissez pas le sujet, laissez ce bandeau (vous pouvez alors contacter les auteurs).
- Si vous supprimez le contenu mis en cause (vous pouvez préalablement contacter les auteurs),

argumentez précisément cette suppression dans la page de discussion
(un manque de référence n'est pas un argument ; une recherche réelle de référence doit avoir été effectuée, être formellement documentée).
Imrich ("Imi") Lichtenfeld, dit Imi Sde-Or en hébreu, né à Budapest le 26 mai 1910 et mort en Israël le 9 janvier 1998, est le fondateur officiel de la méthode krav-maga.
Depuis son décès, il y a une multiplication des fédérations de krav-maga, chacune se proclamant son héritière.

## Biographie

### De 1910 à 1940
Imi Lichtenfeld naît en 1910 à Budapest puis il passe sa jeunesse à Bratislava, alors ville au sein de l'Empire austro-hongrois, inspiré et encouragé par son père Samuel, ancien acrobate de cirque et lutteur, professeur d'éducation physique, détective et instructeur en chef de la Police locale, reconnu pour son enseignement de la self défense, mais aussi pour ses nombreuses arrestations. Imi pratique de nombreux sports. Il se concentre finalement sur la gymnastique, la lutte et la boxe, participant activement pendant dix ans à un grand nombre de compétitions, dont il sort souvent victorieux, principalement en lutte.
Quelques dates sont à retenir :  
En 1928, Imi gagne le championnat de lutte de la jeunesse slovaque.
En 1929, il gagne le même championnat de lutte mais chez les adultes et dans deux catégories de poids différentes, ainsi que le championnat national de boxe plus une compétition internationale de gymnastique.
En 1935, une côte cassée pendant un entraînement juste avant une compétition en Palestine l'empêche d'y participer ; de cet événement il va tirer un principe de sécurité dans la pratique, contraire à l'attitude qui consiste à gagner à tout prix : « en premier, ne sois pas blessé… ».
De 1936 à 1940, Imi se consacre plutôt à la lutte. Il entraîne, pratique et gagne une douzaine de médailles et de prix. Il est considéré comme un des meilleurs lutteurs européens. Parallèlement, il pratique aussi l'acrobatie et s'investit dans les arts dramatiques. Il enseigne la gymnastique à une des meilleures troupes de théâtre de Tchécoslovaquie et joue dans plusieurs productions.
Durant cette période, Imi participe à d'innombrables affrontements et combats de rue contre des agresseurs antisémites, seul ou en groupe. Avec la montée du fascisme et de l'antisémitisme, dans les années 1930, l'idéologie nazie se répand en Slovaquie et les juifs sont violemment agressés. Imi organise un groupe de jeunes juifs issus pour la plupart de la boxe, de la lutte ou de la musculation pour contrer les émeutes et empêcher les bandes antisémites de pénétrer dans le quartier juif. Il prit ainsi part à de nombreuses bagarres, qui aiguisèrent sa prise de conscience sur les différences entre les combats de rue et les compétitions sportives. Les premiers principes du krav-maga étaient nés : 
- Utiliser les réflexes, le mouvement naturel ;
- Attaque et défense simultanées ;
- Retrouver ses moyens après un coup.

### De 1940 à 1964
À partir de 1940, Imi, devenant un « problème » pour les autorités locales devenues fascistes, doit quitter sa maison, sa famille et ses amis. Il s'embarque dans le dernier navire immigrant qui réussit à échapper aux nazis. Il s'agit d'un ancien bateau de rivière appelé le Pentcho et reconverti au transport de centaines de réfugiés d'Europe centrale vers Israël.
Dans le delta du Danube, le bateau est placé en quarantaine pour tenter d'affamer les passagers. Plusieurs fois, Imi doit se jeter à l'eau pour sauver des passagers tombés ou pour récupérer des sacs de nourriture, mettant sa vie en danger. En sauvant un enfant de la noyade, il attrape une infection de l'oreille qui faillit lui coûter la vie.
Le bateau n'est pas détruit en raison de son fond plat qui lui évite de sauter sur les mines. 
Plus tard, la chaudière du bateau explose et il s'échoue vers une île grecque, celle de Kamilanisi. 
Imi et quatre de ses amis prennent une chaloupe et vont vers la Crète pour demander de l'aide. Préférant ignorer l'infection de son oreille et les contestations de ses amis, Imi refuse d'abandonner les rames pendant une journée entière. Mais, en dépit de leurs efforts héroïques, les vents violents font chavirer leur chaloupe et ils n'atteignirent jamais la Crète. Le matin du cinquième jour, un navire de guerre anglais récupère les 5 survivants et les amène à Alexandrie en Égypte.
Imi, très mal en point, subit plusieurs opérations à l'hôpital. Il est alors proche de la mort et les médecins n'ont pas d'espoir pour sa guérison. Le chirurgien réussit à lui sauver la vie.
Après avoir récupéré, Imi rejoint la légion tchèque en exil, qui est une force armée et soutenue par l'armée britannique. Il servit alors en différents points du Moyen-Orient pendant 1 an et demi puis reçut ensuite un permis d'entrée, en tant que juif, pour s'établir définitivement en Palestine, alors occupée et gérée par l'armée britannique, depuis l'arrivée du général britannique Allenby en décembre 1917 à Jérusalem. 
En 1942,  des amis de Imi le présentent à Ithzak Sadeh, futur général de l'armée israélienne et premier chef d'état-major de Tsahal, alors qu'il est chef d'état -major de la Haganah (force armée créée en 1920 pour organiser une défense des juifs en Palestine, considérée au départ illégale par l'armée britannique qui administrait ce territoire et en contrôlait la défense puis qui fut  tolérée après la révolte arabe des années 1930) qui l'accepte immédiatement dans l'organisation en regard de ses talents de combattant au corps à corps.
En 1944, Imi commence à entraîner les combattants juifs en Palestine. Il entraîne plusieurs unités d'élite de la Haganah : Palmach (unités de combat créés en 1941 et qui vont bénéficier des connaissances acquises par tous les juifs engagés dans la deuxième guerre mondiale pour les Britanniques), Palyam (commandos Marine) ainsi que des fonctionnaires juifs de police (Notrim). Il leur enseigne la condition physique pour le combat, le dépassement des obstacles individuels, les tactiques de baïonnettes, les attaques de sentinelles, le combat au corps à corps sans arme (krav-maga en hébreu), la natation, le combat au couteau, le bâton.
Après mai 1948, avec la naissance de l'État d'Israël, Imi devint instructeur en chef en éducation physique et en krav-maga pour l'armée de terre. Il sert l'armée israélienne pendant 20 ans affinant et développant sa méthode de self défense unique.
Imi a entraîné personnellement les meilleurs combattants des unités d'élite d'Israël et a formé de nombreuses générations d'instructeurs de krav-maga – pour cela il a gagné la reconnaissance des plus hauts gradés de Tsahal.
Plus tard, le ministère de l'Éducation permet l'enseignement du krav-maga aux non militaires et aux non policiers. 
Le krav-maga a  répondu aux besoins variés nécessaires aux forces militaires israélienne. Il devait être facile à apprendre et à appliquer, de telle sorte qu'un soldat, un employé de bureau ou un combattant d'unité d'élite puisse obtenir l'efficacité requise dans la plus petite période d'apprentissage et aussi que les techniques puissent être appliquées malgré un stress intense.
Au début des années 1960 alors qu'il entraîne une unité de gardes de la garde impériale en Éthiopie, Imi réalise qu'un des élèves essaye vraiment de le blesser alors qu'il montre une défense contre une attaque à la baïonnette. À l'attaque suivante, Imi le frappe très durement et le met hors de combat. Cet incident le fait réfléchir sur l'attitude à transmettre aux élèves pour s'entraîner dans de bonnes conditions et prévenir les blessures : « n'essayez pas de prouver qui vous êtes ».

### De 1964 à 1998
En 1964, après s'être retiré du service actif exercé au profit des forces armées israéliennes, Imi commence à adapter le krav-maga aux besoins civils. La méthode est adaptée pour convenir à tout le monde : hommes et femmes, jeunes et adultes, tous ceux qui auraient besoin de survivre à une attaque avec un minimum de risque et de dommages.
Pour répandre sa méthode, Imi établit deux centres d'entraînement à Tel Aviv et Netanya, sa ville de résidence, qui devient un centre pour les pratiquants de krav-maga.
Il adopte le système de ceinture, pour structurer le krav-maga et assurer une progression rapide en toute sécurité.
Pendant ce temps, Imi continue à servir comme consultant et instructeur de krav-maga pour l'armée, la police et la direction des prisons. 
En 1972, la première formation d'instructeur destinée aux civils à l'institut Wingate (en) démarre. Dès lors, la méthode se répand auprès de nombreux civils. 
En 1978, Imi crée l'Israeli krav-maga Association pour disséminer la méthode et transmettre ses valeurs. Il en restera le président jusqu'à la fin de sa vie.
En 1981, le krav-maga commence à se développer dans le monde.
En 1995, Imi crée le IKMF (International Krav Maga Federation).
Jusqu'à ses derniers jours, Imi continua à développer les techniques de krav-maga et ses concepts. Il supervisait personnellement les plus hauts gradés du krav-maga et passait du temps avec les instructeurs. Imi contrôlait les progrès et les réussites de ses élèves, les captivant avec sa personnalité unique et son sens de l'humour prononcé et leur communiquant sa connaissance et son avis.
Le 9 janvier 1998, Imi Lichtenfeld meurt à l'âge de 87 ans.